# Jaume Vaquer
Jaume Vaquer   (Palma, 1966) és un farmacèutic mallorquí que exerceix de crític i editor de còmic, sent en aquest camp un dels majors col·leccionistes privats d'originals d'Europa. És un dels impulsors del projecte del Museu del còmic d'Inca.

## Biografia
Jaume Vaquer va estudiar Farmàcia a Barcelona, on va conèixer a professionals de la indústria del còmic, com Sergi Gras i Miguel G. Saavedra, que llavors treballaven aEdicions Zinco. A través d'ells, va col·laborar amb aquesta editorial i després amb Planeta DeAgostini, aportant articles, traduccions i gestionant les seccions de contacte amb el lector.
El 1992, va començar a comprar còmics originals a través d'una revista especialitzada estatunidenca. La seva primera peça va ser un dibuix de Nick Furia, pel qual va pagar unes 30.000 pessetes.
A Palma, va entaular contacte amb Vicente García i tots dos van fundar en 1994 la revista Dolmen on, sense abandonar la seva feina per a Planeta, va començar a aportar també articles i ressenyes.
Ha exhibit part de la seva ingent col·lecció en diversos festivals de còmic, destacant el de la Corunya, en les edicions del qual de 2009 i 2010 va comissariar sengles exposicions sobre còmic de superherois i tires de premsa, respectivament.